# جامعة باشا خان
جامعة باشا خان (بالبشتو: باچا خان پوهنتون) (بالأردو: جامعہ باچاخان) هي جامعة حكومية تقع في مدينة تشارسادا في إقليم خیبر بختونخوا في باكستان سميت باسم السياسي والمقاوم عبد الغفار خان (باشا خان). أسست الجامعة في 3 يوليو 2012 لتعزيز المعرفة والتعليم من خلال البحوث النوعية والتعليم. 

## الهجوم الإرهابي
في 20 يناير 2016 وقع هجوم إرهابي على الجامعة توفي على أثره 19 شخص من الطلاب والمعلمين وحراس الأمن وأصيب ما يزيد عن 60 آخرين.